# كين هندرسون
كين هندرسون (بالإنجليزية: Ken Henderson)‏ هو لاعب كرة قاعدة أمريكي، ولد في 15 يونيو 1946 في كارول في الولايات المتحدة.

## وصلات خارجية
- كين هندرسون على موقعبيزبول رفرنس.كوم (الدوري الرئيسي) (الإنجليزية)
- كين هندرسون على موقعبيزبول رفرنس.كوم (الدوري الثانوي) (الإنجليزية)